# Inmigración vasca en Venezuela
La inmigración vasca en Venezuela hace relación a los ciudadanos provenientes del País Vasco (España) que arribaron a Venezuela a partir del siglo XIX o también se hace mención a los ciudadanos venezolanos que posean ascendencia vasca. En algunos casos se incluyen a personas oriundas de la Comunidad Foral de Navarra (España) y del País Vasco francés.

## Historia

### Conquistadores y colonos
Juan Pérez de Tolosa, juez de residencia de la zona de Venezuela y Cabo de la Vela, llegó en 1546 y restauró el orden en la ciudad de  Coro y El Tocuyo. Su hermano Alonso reconoció lo que sería  Trujillo. Cabe destacar al primer Simón Bolívar, de Zenarruza, escribano real y secretario de la Real Audiencia de Santo Domingo, quien de Santo Domingo pasó, en 1589, a Caracas como primer regidor perpetuo y procurador general. Fue responsable de la creación de escuelas de primeras letras y un seminario de gramática dirigido por Juan de Arteaga y Simón de Basauri (1591). El capitán Antonio de Berrio, un buscador de perlas en  Guayana, baja los ríos hasta el Orinoco donde funda San José de Oruña (1592) y  Santo Tomás de Guayana (1593, más tarde Angostura). Una mención más merece la nueva aventura de El Dorado (1561) con Lope de Aguirre y Pedro de Ursúa como protagonistas y Barquisimeto como punto final. Ya en el c. XVII, propietarios de ranchos, como Francisco de Arrieta, Pedro Hernández de Galarza y Antonio Arraez de Mendoza en el Bobures Valle, Juan Félix de Arrúa en el valle Chama, etc. gobernadores y miembros del capítulo de Caracas, apellidos vascos como Alquiza, Hernani, Oñate, Aguirre, Hoz de Berrio, Ybarra, Bolívar, Lezama, Arguinzoniz, Zabala, Arechederra, Mendoza, Arteaga, Múxica y Butrón, Villela, Echeverría, Landaeta, Guevara, Zuazo, Arraez, Ochoa, Bera se asentaron en la ciudad. En  Barinas, la Ochagavía, en Barquisimeto la Ansola, en Mérida la Uzcategui, etc. En la lucha contra los  Piratas holandeses del primer tercio del siglo, Navarra Lope Díaz de Armendáriz (Marqués de Cadreita), Almirante Manuel de Redín y su hermano, Capitán Tiburcio Redín, quien en 1637 entró en la orden Capuchina y murió en 1651 en  La Guaira.

### Misioneros capuchinos
Formaron parte de la penetración de la población blanca, por lo que aprendieron las lenguas aborígenes. En 1672 Francisco de Puente la Reina y otros 10 frailes, pasaron a Cumaná donde residieron durante 40 años. Este navarro fundó la Conversión de la Doctrina Cristiana para los indios Chaima. Francisco Javier de Alfaro (Manuel Frías) se trasladó del convento de Los Arcos a Maracaibo; redactó un catecismo para cada grupo de nativos coianos, chaques y anatomistas. Nicolás de Rentería hizo una misión en Los Llanos en 1663. Antonio de Idiazábal llegó a Venezuela en 1672 y murió, enfermo, en Cumaná.

### Real Compañía Guipuzcoana de Caracas

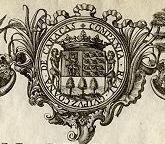
Logotipo de la Real Compañía Guipuzcoana de Caracas.

Fue la sociedad mercantil más importante de su época (1728-1785); Su objetivo es desplazar a los holandeses del comercio del cacao venezolano (también tabaco y cueros). El permiso real autorizaba a los guipuzcoanos a traerlo a cambio de llevar sus propias mercancías desde Pasajes y Cádiz y pagar un canon al puerto monopolista de Cádiz. El factor principal en Caracas fue Pedro de Olavarriaga. Se abrieron fábricas en La Guaira, Caracas, Puerto Cabello, San Felipe, Maracaibo, Cumaná y Guayana. No solo transportaba mercancías de Gipuzkoa, sino también víveres y tropas y habilitó a sus propios barcos para defender a Venezuela de los ataques ingleses, guerra en la que Blas de Lezo se distinguió. Fue debido a la colonización de Cumaná y varias pruebas de pesca. La declaración de libre comercio de 1778 y el acoso inglés determinaron su cierre. Los vascos establecidos en Venezuela continuaron la colonización principalmente en los valles de Aragua, en los llanos de Cojedes, Portuguesa, Orinoco y costas de Caracas. Introdujeron, entre otras cosas, el añil de tinte, el algodón y la caña de azúcar.

### Segunda ola de inmigración vasca
En 1939 como consecuencia de la Guerra Civil Española, comienza la llegada a los puertos venezolanos de lo que se considera la mayor migración de vascos a Venezuela desde la colonia. Con el apoyo del Gobierno Vasco en el exilio, el Gobierno venezolano de General Eleazar López Contreras y con la aprobación de un gran número de intelectuales venezolanos como Arturo Uslar Pietri y Antonio Arraíz, el 24 de junio del mismo año 82 vascos se dirigieron al Transatlántico "Cuba" en el puerto francés de Le Havre con salida hacia Venezuela bajo las notas del  Txistu de Segundo de Atxurra  que interpreta los Agur Jaunak, muchos de ellos se despidieron de su tierra para no volver a verla. La llegada de este primer contingente fue un hecho en la Caracas de la época y la prensa local se hizo eco de la misma dedicando algunas reseñas, en la misma se menciona que el domingo 6 de julio de 1939 luego de escuchar misa en la Iglesia de Santa Rosalía en la ciudad de Caracas, el grupo acompañado de Arturo Uslar Pietri y Simón Gonzalo Salas hacen una ofrenda floral a los restos del Libertador Simón Bolívar en el  Panteón Nacional, cantando el Agur Jaunak, el Himno Nacional de Venezuela y el Eusko Abendaren Ereserkia, creando esta última gran polémica ya que algunos medios lo criticaron, erróneamente, por haber sido interpretados himnos comunistas en el panteón nacional, situación que fue no tomado en cuenta por el gobierno venezolano. A este primer contingente se le ocurrieron otros casi consecutivamente y con un mayor número de personas.

## Centro Vasco de Caracas
El 3 de marzo de 1950 se inauguró el Centro Vasco de Caracas con la presencia del lehendakari José Antonio Aguirre y el delegado vasco en Nueva York, Jesús de Galíndez, donde mantienen vivos los legados y costumbres de los exiliados y publican  Caracas 'ko Eusko Etxea' '.
En la actualidad es el centro vasco más poblado (600 familias, predominantemente vizcaínos y alaveses) y uno de los más importantes del mundo. Construida en el barrio de El Paraíso.

## Personajes destacados

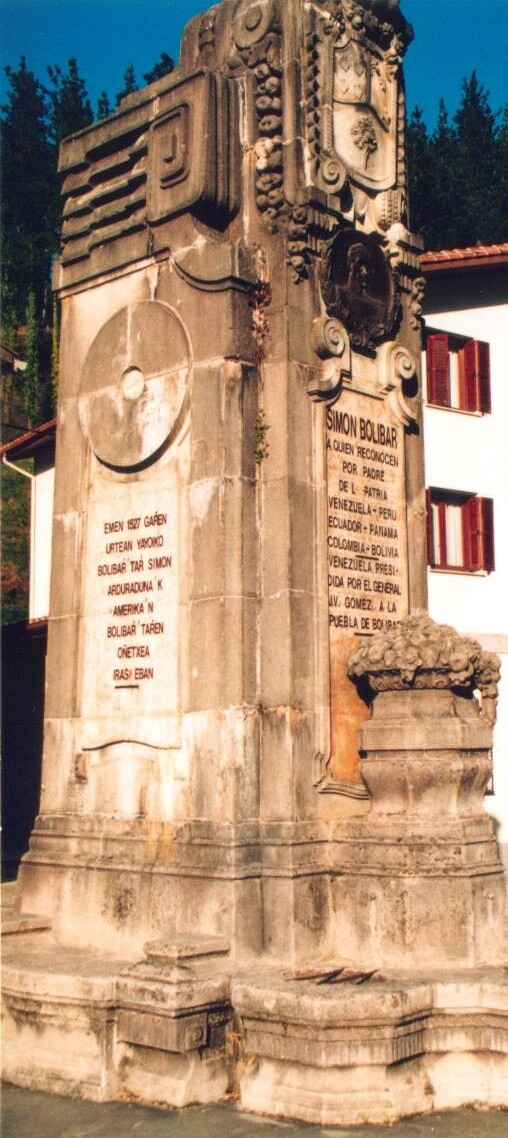
Monumento a Simón Bolívar, en Cenarruza-Puebla de Bolívar (País Vasco).

- Fernando Amorebieta, futbolista profesional que juega en el  Independiente como defensa central.
- José Antonio Anzoátegui, General de Brigada en la Batalla de Boyacá, ayudando a liderar un ejército republicano de colombianos y venezolanos contra las fuerzas realistas españolas durante la Guerra de Independencia de Venezuela.
- Fernando Aristeguieta, futbolista profesional que juega en el Puebla como delantero.
- Goizeder Azúa, presentadora de televisión, presentadora, modelo, periodista y reina de belleza que ganó Miss Internacional 2003.
- Doris Benegas, abogada política especializada en derecho penal, particularmente causas relacionadas con la mujer y la política de izquierda.
- Simón Bolívar, líder militar y político que jugó un papel de liderazgo en el establecimiento de Venezuela, Bolivia, Colombia, Ecuador, Perú y Panamá como estados soberanos, independientes del Imperio español.
- Unai Etxebarria, ciclista de carretera retirado. Corrió durante toda su carrera, desde 1996 hasta 2007.
- Yon Goicoechea, abogado.
- Francisco de Guruceaga Iturriza, religioso, obispo de La Guaira
- Ender Inciarte, jugador de béisbol de la MLB, ganador de varios guantes de oro.
- Boris Izaguirre, guionista, periodista, escritor, presentador de televisión y showman.
- Wolfgang Larrazábal, oficial naval y político. Se desempeñó como presidente de Venezuela tras el derrocamiento de Marcos Pérez Jiménez el 23 de enero de 1958.
- Cristóbal Mendoza, Primer Presidente de Venezuela.
- Eduardo Mendoza Goiticoa, investigador científico e ingeniero agrónomo.
- Garbiñe Muguruza, tenista profesional que representa a España en competiciones de tenis y se convirtió en profesional en 2012. Ganó el Abierto de Francia en 2015 y el  Wimbledon en 2017.
- Rafael Urdaneta, militar, último presidente de la Gran Colombia
- José Uzcátegui, boxeador que compite en la división Peso súper mediano.
- Ramón José Velásquez, historiador, periodista, abogado y ex Presidente de Venezuela entre 1993 y 1994.
- Mikel Villanueva, futbolista que juega en el club español Málaga CF como defensa central.
- Oswaldo Vizcarrondo, futbolista profesional que juega como central.